# Sceptobius dispar
Sceptobius dispar är en skalbaggsart som beskrevs av Sharp 1883. Sceptobius dispar ingår i släktet Sceptobius och familjen kortvingar. Inga underarter finns listade i Catalogue of Life.